# Piper lamasense
Piper lamasense är en pepparväxtart som beskrevs av William Trelease. Piper lamasense ingår i släktet Piper och familjen pepparväxter. Inga underarter finns listade i Catalogue of Life.